# Lin Dan
Lin Dan (født 14. oktober 1983) er en tidligere professionel kinesisk badmintonspiller. Han er dobbelt olympisk mester, femdobbelt verdensmester og seksdobbelt vinder af All England Open. Han betragtes af mange som den bedste badmintonspiller nogensinde, og er optaget i BWF Badminton Hall of Fame.
Som 28-årig blev han den første til at fuldføre "Super Grand Slam", efter at have vundet de ni største titler indenfor badminton: OL, VM, World Cup, Thomas Cup, Sudirman Cup, Super Series finalerne, All England Open, de asiatiske lege og de asiatiske mesterskaber. Han blev den første herresinglespiller til at vinde OL to gange i træk, da han vandt guld i 2008 og forsvarede det i 2012. Derudover blev han den første herresinglespiller til at vinde VM tre gange i træk, og fem gange i alt.
I 2004 blev han tildelt kælenavnet "Super Dan" af Peter Gade, da han vandt All England Open. Kælenavnet er siden blevet brugt af både medier og fans som anerkendelse for hans dominans og præstationer.

## Karriere

### 1999
Som sekstenårig deltog han i sin første turnering, China Open, hvor han tabte tredje runde til Peter Rasmussen.

### 2000
Sæsonen markerede afslutningen på hans tid som juniorspiller. Han vandt de asiatiske juniormesterskaber i både herresingle og for hold. Derudover vandt han junior-VM for hold, men tabte semifinalen i herresingle.

### 2001
Sæsonen markerede begyndelsen på den dengang attenårige Lin Dans professionelle karriere. Han tabte sin første finale, ved de asiatiske mesterskaber, til sin landsmand Xia Xuanze.

### 2002
Som attenårig vandt han sin første titel som professionel, da han slog Shon Sheung-mo i finalen ved Korea Open. Han repræsenterede Kina under Thomas Cup, som nåede til semifinalen ved at slå Sverige, Danmark og Sydkorea. Han spillede ikke i semifinalen mod Malaysia, som endte med kinesisk nederlag på 1-3. Han deltog i yderligere fire turneringer, men kom ikke tæt på sejr, da han tabte første runde ved både Singapore Open og Indonesia Open, samt anden runde ved Denmark Open, og tredje runde ved China Open. I oktober tabte han semifinalen ved de asiatiske lege for hold, hvilket knuste Kinas drøm om at vinde titlen for første gang siden 1990.

### 2003
Han indledte sæsonen med at tabe tredje runde ved All England Open, men nåede senere på året til finalen ved Japan Open, hvor han tabte til sin landsmand Xia Xuanze. Han debuterede ved VM i Birmingham, hvor han slog Per-Henrik Croona og Przemyslaw Wacha i de to første runder, men tabte tredje runde til Xia Xuanze. Efterfølgende tabte han semifinalen ved Singapore Open, tredje runde ved Indonesia Open, og anden runde ved Malaysia Open. Han afsluttede sæsonen med at vinde både Denmark Open, Hong Kong Open og China Open, samt nå til finalen ved German Open.

### 2004
I februar opnåede han førstepladsen på den internationale rangliste for første gang i karrieren. Han repræsenterede Kina under kvalifikationsturneringen til Thomas Cup, og vandt sit første Swiss Open. I marts vandt han sit første All England Open, da han slog Peter Gade i finalen. Han nåede til semifinalen ved Japan Open, før han i maj rejste til Jakarta for at deltage i Thomas Cup.
Ved Thomas Cup hjalp han Kina til en fremragende start, da de slog både USA og de forsvarende mestre fra Indonesien med 5-0 i gruppespillet. Han slog derefter Shoji Sato og Lee Hyun-il i kvartfinalen og semifinalen mod hhv. Japan og Sydkorea, som begge endte med kinesisk sejr på 3-0. I finalen slog han Peter Gade i to sæt, hvilket gav Kina en tidlig føring i holdkampen mod Danmark, som endte med kinesisk sejr på 3-1. Det lykkedes dermed for Kina at vinde titlen for første gang i fjorten år. Selv anser han sejren som sit mest uforglemmelige øjeblik, da det var hans første verdenstitel.
Efterfølgende tabte han kvartfinalen ved Malaysia Open. Det blev i midten af juli, kort tid før OL, rapporteret at han havde en skade i benet. Han var favorit og førsteseedet forud for OL i Athen, men tabte overraskende første runde til Ronald Susilo fra Singapore, som hævdede at Lin Dan var "alt for ivrig efter at vinde". Han afsluttede sæsonen med at vinde både Denmark Open, German Open, og China Open, samt nå til semifinalen ved Indonesia Open.

### 2005
Han bevarede i løbet af sæsonen førstepladsen på den internationale rangliste, og vandt både sit andet German Open og Hong Kong Open, samt sit første Japan Open, China Masters og World Cup. Han repræsenterede Kina under Sudirman Cup, som vandt titlen ved at slå de forsvarende mestre fra Sydkorea i semifinalen, og Indonesien i finalen.
Han mislykkedes med at forsvare sin All England Open-titel, da han tabte finalen til sin landsmand Chen Hong i tre sæt. I juli tabte han finalen ved Malaysia Open til Lee Chong Wei. I sin jagt på at vinde sit første VM, som blev afholdt i Anaheim, slog han Kennevic Asuncion, Shoji Sato, Lee Hyun-il og Peter Gade, men tabte finalen til den forsvarende olympiske mester Taufik Hidayat. Han afsluttede sæsonen med at tabe semifinalen ved Singapore Open og kvartfinalen ved China Open.

### 2006
Han indledte sæsonen med at tabe semifinalen ved German Open, og tabte senere på sæsonen også semifinalen ved både China Masters og China Open. I juni tabte han finalen ved Malaysia Open til Lee Chong Wei, som leverede et sensationelt comeback fra 13-20 i tredje sæt.
Sæsonen bød dog på mange turneringssejre, da han vandt seks individuelle titler. Han vandt All England Open for anden gang i karrieren, og vandt derudover både Chinese Taipei Open, Macau Open, Hong Kong Open og Japan Open. I september vandt han sit første VM, som blev afholdt i Madrid, da han slog sin landsmand Bao Chunlai i finalen.
I maj vandt han sit andet Thomas Cup, da Kina slog Danmark med 3-0. Han afsluttede sæsonen med at tabe finalen ved de asiatiske lege til Taufik Hidayat, i en gentagelse af VM-finalen året forinden. Med sin finaledeltagelse i turneringen satte han rekord for antallet af vundne kampe i træk med 34. En rekord som endnu ikke er blevet tangeret eller slået.

### 2007
Han indledte sæsonen med at tabe anden runde ved Malaysia Open til Park Sung-hwan fra Sydkorea, men vandt ugen efter Korea Open, da han slog sin landsmand Chen Jin. I marts vandt han sit tredje German Open, og ugen efter sit tredje All England Open, da han slog sin landsmand Chen Yu. I juni repræsenterede han Kina under Sudirman Cup i Glasgow, som forsvarede titlen ved at slå Indonesien med 3-0. Senere på sæsonen vandt han sit andet China Masters.
I august forsvarede han sit VM-guld i Kuala Lumpur, da han slog Sony Dwi Kuncoro i finalen, og blev dermed den første herresinglespiller til at vinde VM to gange i træk siden Yang Yang.

### 2008
Han indledte sæsonen med at tabe kvartfinalen ved Korea Open til Lee Hyun-il i en kontroversiel kamp. Ved stillingen 21-21 i tredje sæt var han i et skænderi med Sydkoreas landstræner Li Mao efter et tvivlsomt linjekald. Han nægtede at undskylde, men modtog ingen straf fra BWF. I marts tabte han sin femte All England Open-finale til sin landsmand Chen Jin. Han blev efterfølgende beskyldt for aftalt spil med henblik på at øge sin landsmands ranglistepoint til OL-kvalifikationen. Ugen efter vandt han sit andet Swiss Open. Ved de asiatiske mesterskaber blev han endnu engang beskyldt for aftalt spil, da han tabte semifinalen til Chen Jin som derved sikrede sin OL-deltagelse.
Han var involveret i endnu et skænderi d. 10. april, da han angiveligt slog Kinas landstræner Ji Xinpeng foran både medier og holdkammerater under en kvalifikationsturnering til Thomas Cup. Han var efter sigende ikke tilfreds med landstrænerens startopstilling. Selv benægtede han episoden. Han repræsenterede Kina under Thomas Cup som slog Nigeria og Canada i gruppespillet, og Thailand i kvartfinalen. Han vandt alle sine kampe indtil semifinalen mod Malaysia, hvor han tabte til Lee Chong Wei, men Kina formåede at vinde holdkampen med 3-2. Kina vandt titlen for tredje gang i træk, da de slog Sydkorea med 3-1 i finalen. Han vandt Thailand Open som var hans sidste turnering før OL.
Ved OL i Beijing slog han, uden at tabe et eneste sæt, Ng Wei fra Hong Kong i første runde, Park Sung-hwan i anden runde, Peter Gade i kvartfinalen og Chen Jin i semifinalen. I finalen slog han sin ærkerival Lee Chong Wei i en meget ensidig kamp, og blev dermed den første herresinglespiller til at vinde OL som førsteseedet.
Han deltog ikke i flere turneringer indtil China Open i november, hvor han igen slog Lee Chong Wei i finalen. Efterfølgende tabte han finalen ved Hong Kong Open til Chen Jin, og meldte afbud til Super Series finalerne i december, selvom han havde kvalificeret sig. Afbuddet kom som følge af, at Kina trak samtlige af deres spillere fra turneringen grundet skader og træthed.

### 2009
Han indledte sæsonen med at vinde sit fjerde All England Open, da han uden at tabe et eneste sæt i turneringen slog Lee Chong Wei, men tabte til ham en uge senere i finalen ved Swiss Open.
I maj repræsenterede han Kina under Sudirman Cup, som indledte deres titelforsvar ved at slå England, Japan og Indonesien med 5-0. I semifinalen mod Malaysia slog han Lee Chong Wei i to sæt, og Kina vandt holdkampen med 3-0. I finalen slog han Park Sung-hwan, da Kina uden at tabe en eneste kamp i hele turneringen, vandt titlen for tredje gang i træk ved at slå Sydkorea med 3-0.
I juni tabte han kvartfinalen ved Indonesia Open til sin landsmand Chen Jin. Han forsvarede sit VM-guld i Hyderabad, da han slog Chen Jin i finalen, og blev dermed den første herresinglespiller til at vinde VM tre gange i træk. Efterfølgende vandt han sit fjerde China Masters, og sit første French Open. Han afsluttede sæsonen med at vinde China Open, og de østasiatiske lege for hold, men tabte overraskende finalen i herresingle til den forholdsvis ukendte spiller Choi Ho-jin fra Hong Kong.

### 2010
Han indledte sæsonen med at tabe kvartfinalen ved All England Open, og mislykkedes dermed med at forsvare sin titel. Ugen efter tabte han kvartfinalen ved Swiss Open, men vandt de asiatiske mesterskaber for første gang i karrieren, da han slog sin landsmand Wang Zhengming.
I maj repræsenterede han for femte gang Kina under Thomas Cup, som indledte turneringen ved at slå Peru og Sydkorea i gruppespillet. Han slog derefter Park Sung-hwan og Lee Chong Wei i kvartfinalen og semifinalen mod hhv. Sydkorea og Malaysia. I finalen slog han Taufik Hidayat, og Kina vandt titlen for fjerde gang i træk, da de slog Indonesien med 3-0.
Ved VM i Paris vandt han første runde, og slog derefter Henrik Hurskainen og sin landsmand Bao Chunlai i hhv. anden og tredje runde, men tabte overraskende kvartfinalen til Park Sung-hwan fra Sydkorea. Samme dag tabte hans ærkerival Lee Chong Wei også sin kvartfinale, og turneringernes to største forhåndsfavoritter var dermed slået ud. Efterfølgende vandt han China Masters, men tabte finalen ved Japan Open til Lee Chong Wei ugen efter. Han meldte afbud til kvartfinalen ved både China Open, og Hong Kong Open ugen efter.
I november vandt han de asiatiske lege for første gang i karrieren, da han slog Lee Chong Wei. Som 27-årig blev han dermed den første til at vinde samtlige store titler for asiater både individuelt og for hold.

### 2011
Han indledte sæsonen med at trække sig fra kvartfinalen ved Malaysia Open, hvilket markerede hans tredje afbud siden december. Taufik Hidayat kritiserede ham for de mange afbud, og ønskede at BWF undersøgte sagen nærmere. Hans mor afslog at han meldte afbud med vilje, og hævdede at han havde en talje skade. Ugen efter vandt han Korea Open, da han slog Lee Chong Wei. Han vandt German Open, da han slog sin landsmand og forsvarende verdensmester Chen Jin i finalen.
I marts blev hans drøm om at vinde sit femte All England Open knust, da han tabte finalen til Lee Chong Wei. Han forsvarede sin titel ved de asiatiske mesterskaber, på en dag hvor Kina vandt alle fem kategorier. I maj repræsenterede han Kina under Sudirman Cup, som vandt titlen for fjerde gang i træk ved at slå Danmark med 3-0. I juni trak han sig fra finalen ved Singapore Open mod sin landsmand Chen Jin grundet maveinfluenza, hvilket udløste buh-råb fra publikum. Få dage senere tabte han overraskende anden runde ved Indonesia Open til Sho Sasaki fra Japan.
I august deltog han i sit syvende VM, som blev afholdt i Wembley Arena der også skulle være vært for OL året efter. Han vandt titlen for fjerde gang, da han slog Peter Gade i semifinalen, og sin ærkerival Lee Chong Wei i finalen efter enogfirs minutters spil. Efterfølgende tabte han semifinalen ved China Masters, og trak sig fra semifinalen ved Japan Open. Han tabte overraskende anden runde ved Denmark Open til Wong Wing Ki fra Hong Kong, og trak sig i semifinalen ved French Open ved stillingen 18-15 i andet sæt, efter at have vundet første sæt. Han beskyldte paronychion for at være skyld i hans mange afbud. Afbuddet markerede hans sjette den sæson, og flere medier spekulerede i hvorvidt det var en del af strategiske overvejelser, så Kina havde mulighed for at stille med maksimalt antal kvalificerede til OL året efter. Cheflandstræner Li Yongbo benægtede, og påstod at hans mange afbud skyldtes antallet af turneringer, og at han havde brug for bedre vilkår før store turneringer som OL. Selv udtrykte han frustration over turneringskalenderen i forhold til hvornår man skulle toppe. Han afsluttede sæsonen med at vinde både sit femte Hong Kong Open og China Open, samt Super Series finalerne for første gang i karrieren.

### 2012
Han indledte sæsonen med at tabe finalen ved Korea Open til Lee Chong Wei, og anden runde ved Malaysia Open til Jan Ø. Jørgensen. I marts vandt han sit femte German Open, og ugen efter sit femte All England Open, da han slog Lee Chong Wei, som trak sig tidligt i andet sæt. Han blev dermed den første til at vinde titlen fem gange siden 1978. I april trak han sig fra semifinalen ved de asiatiske mesterskaber mod sin landsmand Chen Jin grundet en talje skade, hvilket blev anset som en strategisk overvejelse, da Kina derved sikrede sig maksimalt antal kvalificerede til OL senere på sæsonen.
I maj repræsenterede han Kina under Thomas Cup i Wuhan, som uden at tabe en eneste kamp i hele turneringen, vandt titlen for femte gang i træk. Ugen efter tabte han semifinalen ved Thailand Open til Sony Dwi Kuncoro fra Indonesien, hvor han havde rapporteret om træthed inden turneringen begyndte.
Han indledte sit OL-forsvar i Wembley Arena ved at slå Scott Evans fra Irland i første runde, og den falmende stjerne Taufik Hidayat i anden runde. Sho Sasaki fra Japan gav ham kamp til stregen i kvartfinalen, men han vandt til sidst tredje sæt med 21-16. I semifinalen slog han veteranen Lee Hyun-il fra Sydkorea. I finalen mødte han endnu engang sin ærkerival Lee Chong Wei, i en gentagelse af OL-finalen fire år forinden. I modsætning hertil var det ingen ensidig kamp, da han tabte et tæt første sæt, før han vandt andet sæt. Tredje sæt blev en sand thriller, hvor han var bagud det meste af sættet. Efter nioghalvfjerds minutter og stillingen 18-19 i tredje sæt, lykkedes det ham at forsvare sit OL-guld med 21-19. En ekstatisk Lin Dan blev dermed den første herresinglespiller til at vinde OL to gange i træk.
I november deltog han i en afskedskamp mod Peter Gade ved Copenhagen Masters, som han selv anser som et af sine store idoler.

### 2013
Efter sit titelforsvar ved OL året forinden holdt han en længere pause fra international badminton, hvilket medførte at hans ranglisteplacering faldt drastisk. Han gjorde sit comeback ved de asiatiske mesterskaber i april, hvor han trak sig fra kvartfinalen grundet en skade. Midt i spekulationerne om hvorvidt han ville indstille karrieren, blev han tildelt et WildCard af BWF til VM i Guangzhou senere på sæsonen. Han modtog det tildeles grundet sin meritter, og tildeles grundet sin popularitet. Han var ellers ikke berettiget til at deltage i VM, da hans ranglisteplacering som nr. 286 var lavere end hans landsmænd, som allerede udfyldte den maksimale kvote på tre spillere pr. land. Han deltog ikke i nogen turneringer fra de asiatiske mesterskaber i april til VM i august, men vandt alle sine kampe fra første runde til semifinalen i to sæt. I finalen mødte han endnu engang sin ærkerival Lee Chong Wei, i en gentagelse af OL-finalen året forinden. Han tabte et tæt første sæt, men vandt andet sæt, før hans modstander trak sig med kramper i benet ved stillingen 20-17 i tredje sæt. Efter ti måneder uden international badminton vandt han således sit femte og sidste VM. Han blev dermed den første herresinglespiller til at vinde VM fem gange, og blot den tredje i historien til at vinde titlen fem gange efter Zhao Yunlei og Park Joo-bong. Han deltog ikke i flere turneringer resten af sæsonen, hvilket medførte at hans ranglisteplacering faldt til nr. 104.

### 2014
Efter syv måneder gjorde han comeback ved at vinde både China Masters og de asiatiske mesterskaber. I maj repræsenterede han Kina under Thomas Cup i New Delhi, men grundet sin lave ranglisteplacering var han kun berettiget til at spille tredje herresingle. Han kunne dermed ikke andet end at se hjælpeløst til, da Kina tabte begge singler og doublen i semifinalen mod Japan, som derved afsluttede Kinas tiårige sejrsstime i turneringen. Han nåede ikke at kvalificere sig til VM i august, og da BWF ikke tildelte ham et WildCard, havde han ikke mulighed for at forsvare sin titel, som i stedet blev vundet af hans landsmand Chen Long.
I juni tabte han kvartfinalen ved Japan Open, men vandt kort tid efter Australian Open, som var hans første Super Series-titel siden All England Open i 2012. Han forsvarede sin titel ved de asiatiske lege, da han slog sin ærkerival Lee Chong Wei i semifinalen, og sin landsmand Chen Long i finalen. Han trak sig fra anden runde ved Denmark Open, og meldte afbud til både French Open og Hong Kong Open grundet en knæskade. I november tabte han finalen ved China Open til Kidambi Srikanth fra Indien.

### 2015
Han indledte sæsonen med at tabe semifinalen ved All England Open, kvartfinalen ved India Open, og finalen ved Malaysia Open til sin landsmand Chen Long. I april forsvarede han sin titel ved de asiatiske mesterskaber, da han slog sin landsmand Tian Houwei. I maj repræsenterede han Kina under Sudirman Cup, som vandt titlen for tiende gang ved at slå Japan med 3-0. På trods af at hans landsmand Chen Longs ranglisteplacering var højere end hans egen, blev han udvalgt til at spille finalen, som han afgjorde ved at slå Takuma Ueda. I juni mislykkedes han med at genvinde Australian Open, da han tabte første runde. Efterfølgende tabte han semifinalen ved Chinese Taipei Open.
Hans comeback til VM, som blev afholdt i Jakarta, var ingen succes, da han tabte kvartfinalen til Jan Ø. Jørgensen. I september vandt han Japan Open, som var hans eneste BWF Super Series-titel den sæson, da han slog Viktor Axelsen efter et bemærkelsesværdigt comeback fra 3-11 i tredje sæt. Han afsluttede sæsonen med at tabe kvartfinalen ved Denmark Open, første runde ved French Open, semifinalen ved China Open, samt anden runde ved Hong Kong Open. I november vandt han Grand Prix turneringen Brasil Open, hvor hans deltagelse formentlig skyldtes at hallen skulle bruges til OL året efter. I december trak han sig fra Super Series finalerne grundet en skade, og pladsen gik i stedet til hans landsmand Tian Houwei.

### 2016
Han indledte sæsonen med at vinde sit sjette German Open, da han slog Chou Tien Chen i tre sæt, og sit sjette All England Open, da han slog sin landsmand Tian Houwei. Han blev dermed den første til at vinde titlen seks gange siden 1978, og blot den fjerde i historien til at vinde titlen mindst seks gange i samme kategori. Efterfølgende tabte han anden runde ved India Open, kvartfinalen ved Malaysia Open, og semifinalen ved Singapore Open. I april vandt han sit sjette China Masters, da han slog sin landsmand og verdensetteren Chen Long. Han var bagud med 11-16 i andet sæt, men trak sig sejerrigt ud af kampen ved at vinde sættet med 23-21. Ugen efter tabte han semifinalen ved de asiatiske mesterskaber til Lee Chong Wei. Han repræsenterede Kina under Thomas Cup, som tabte kvartfinalen til Sydkorea. I juni tabte han overraskende anden runde ved Indonesia Open til den blot attenårige indoneser Jonathan Christie..
Ved OL i Rio de Janeiro vandt han alle sine kampe i gruppespillet, og kvalificerede sig dermed til kvartfinalen, hvor han slog Kidambi Srikanth fra Indien i tre sæt. I semifinalen mødte han sin ærkerival Lee Chong Wei, i en gentagelse af de to forrige OL-finaler. Han tabte kampen med 20-22 i tredje sæt efter nioghalvfjerds minutter, og mistede dermed muligheden for at blive den første herresinglespiller til at vinde OL tre gange i træk. Dagen efter tabte han bronzekampen mod Viktor Axelsen, efter at have vundet første sæt, men tabt de to næste. Han deltog ikke i flere turneringer resten af sæsonen.

### 2017
Han indledte sæsonen med at tabe tredje runde ved German Open til Emil Holst. Ved All England Open slog han Viktor Axelsen i kvartfinalen, men tabte semifinalen dagen efter til sin landsmand Shi Yuqi. Han fik dog revanche ugen efter, da han slog ham i finalen ved Swiss Open. I april vandt han Malaysia Open for første gang i karrieren, da han slog sin ærkerival Lee Chong Wei, som havde vundet titlen elleve gange i løbet af de foregående tretten år. Han tabte semifinalen ved China Masters til sin landsmand Qiao Bin, men kvalificerede sig samtidig til VM i august. Ugen efter vandt han semifinalen ved de asiatiske mesterskaber, da han slog Lee Chong Wei, men tabte finalen til sin landsmand Chen Long. Han repræsenterede Kina under Sudirman Cup som overraskende tabte finalen til Sydkorea. Han tabte første runde ved Indonesia Open, og kvartfinalen ved Australian Open til Chen Long.
Han indledte VM i Glasgow ved at slå Kieran Merrilees i første runde, Emil Holst i anden runde og Rajiv Ouseph i tredje runde, før han i kvartfinalen slog Wong Wing Ki Vincent fra Hong Kong, og verdensetteren Son Wan Ho fra Sydkorea i semifinalen. Han tabte sin syvende VM-finale til den ti år yngre Viktor Axelsen, men blev med en alder på 33 år den ældste herresinglespiller i en VM-finale nogensinde, og den første til at stå i syv VM-finaler i samme kategori. Til den efterfølgende pressekonference udtalte han, at kampen kunne være endt anderledes, hvis han havde vundet første sæt. Umiddelbart efter VM vandt han det individuelle National Games of China for fjerde gang i træk, da han slog Shi Yuqi, og sin første holdtitel som en del af Beijing-holdet. Han afsluttede sæsonen med at tabe kvartfinalen ved Japan Open, første runde ved China Open, og kvartfinalen ved Hong Kong Open.

### 2018
Han indledte sæsonen med at tabe første runde ved både Malaysia Masters og Indonesia Masters. I marts tabte han kvartfinalen ved German Open, og kritiserede samtidig den nye serveregel. Ugen efter tabte han som 34-årig sin tiende All England Open-finale til sin landsmand Shi Yuqi, men blev samtidig den første til at spille ti finaler siden 1978, og blot den anden i historien efter Rudy Hartono. I kvartfinalen slog han sin ærkerival Lee Chong Wei i deres fyrrende og sidste møde.
Han tabte første runde ved de asiatiske mesterskaber, men vandt ugen efter New Zealand Open, da han slog Jonathan Christie fra Indonesien. Han repræsenterede Kina under Tomas Cup som tredje herresingle, som vandt titlen for første gang i fire år ved at slå Japan. Han vandt dermed sin tyvende og sidste verdenstitel. Kina vandt både kvartfinalen, semifinalen og finalen med enten 3-0 eller 3-1, og han spillede derfor kun to kampe i turneringen under gruppespillet mod Frankrig og Indien, som han begge vandt. Han trak sig i første runde ved U.S. Open ved stillingen 12-19 i andet sæt, efter at have tabt første, grundet en skade i brystet. Han tabte anden runde ved Malaysia Open, og første runde ved Indonesia Open.
Ved VM i Nanjing slog han i første runde Mark Caljouw fra Holland, og Sameer Verma fra Indien i anden runde, men tabte tredje runde til sin landsmand Shi Yuqi. Det var ellevte gang at han deltog i VM, men første gang at han tabte før kvartfinalen siden sin debut i 2003. Han repræsenterede Kina under de asiatiske lege for hold, som vandt turneringen ved at slå Indonesien. Som følge af sin lave ranglisteplacering spillede han tredje herresingle, og fik derfor ikke mulighed for at spille en kamp i turneringen, da Kina vandt alle holdkampe med enten 3-0 eller 3-1. Han havde ikke mulighed for at forsvare sin individuelle titel ved turneringen, da hans landsmænd Shi Yuqi og Chen Long allerede udfyldte den maksimale kvote på to spillere pr. land.
Efterfølgende tabte han kvartfinalen ved Japan Open til den forsvarende verdensmester Kento Momota, som efter kampen udtalte at han altid analyserer Lin Dans spil, og bruger det som inspiration til sit eget. Han tabte første runde ved China Open, anden runde ved både Korea Open og Denmark Open, første runde ved French Open, anden runde ved Saarlorlux Open og første runde ved Fuzhou China Open. Han afsluttede sæsonen med at tabe første runde ved Hong Kong Open til Kento Momota, hvilket markerede hans niende første runde nederlag den sæson.

### 2019
Han indledte sæsonen med at tabe finalen ved Thailand Masters til Loh Kean Yew fra Singapore, første runde ved Indonesia Masters og anden runde ved German Open. I marts tabte han første runde ved All England Open, hvilket markerede hans første nederlag før semifinalen i den prestigefyldte turnering, som han har vundet hele seks gange. Ugen efter tabte han kvartfinalen ved Swiss Open. I april vandt han som 35-årig Malaysia Open for anden gang i karrieren, da han slog sine landsmænd Shi Yuqi i semfinalen og Chen Long i finalen. Få dage senere trak sig i første runde ved Singapore Open mod Viktor Axelsen, angiveligt grundet krampe i sit venstre lår, men først efter et første sæt med flere tvivlsomme linjekald. Efter kampen udtrykte han frustration over at spille på bane 4 uden Hawkeye og med mere vind end på bane 1. Efterfølgende tabte han anden runde ved de asiatiske mesterskaber, og semifinalen ved New Zealand Open til Ng Ka Long Angus. Han repræsenterede ikke Kina under Sudirman Cup, som vandt titlen. Han tabte kvartfinalen ved Australian Open, anden runde ved Indonesia Open, første runde ved Japan Open, og anden runde ved Thailand Open.
I august vandt han første runde ved VM i Basel, da han slog Nguyen Tien Minh, men tabte anden runde til H.S. Prannoy fra Indien. Det var tolvte gang at han deltog i VM, men første gang at han tabte før tredje runde. I september tabte han første runde ved China Open til den dobbelt forsvarende verdensmester Kento Momota. Han afsluttede sæsonen med at tabe første runde ved både Korea Open og Denmark Open, anden runde ved French Open, første runde ved Fuzhou China Open og anden runde ved Hong Kong Open. I november nåede han finalen ved Korea Masters, hvor han tabte til Kanta Tsuneyama. Da det var hans sjette Super 300-turnering den sæson, modtog han ingen point til hverken verdensranglisten eller OL-kvalifikationen, da Top-16 spillere ved årets begyndelse kun fik tildelt point for de første fem.
Hans mange tidlige nederlag i løbet af sæsonen medførte, at chancen for at kvalificere sig til sit femte OL blev væsentligt formindsket.

### 2020
Han indledte sæsonen med at tabe første runde ved både Malaysia Masters, Indonesia Masters og Thailand Masters. Som følge af sit enogtyvende første runde nederlag siden sin VM-finale tre år forinden, blev det kun teoretisk muligt for ham at kvalificere sig til OL i august. I februar meldte det kinesiske landshold afbud til Super 300-turneringen Spain Masters, og i marts blev German Open suspenderet. Han tabte anden runde ved All England Open til sin landsmand Chen Long, hvor han undervejs blev dømt for tre servefejl. For at undgå spredning af Covid-19 blev samtlige turneringer aflyst, og ranglisterne frosset efter All England Open for at undgå ulighed mellem spillerne. Kort tid efter besluttede IOC i samarbejde med Japans premierminister at udskyde OL med et år.
Pandemien og udskydelsen af OL, fik hans gamle ærkerival Lee Chong Wei til at fraråde ham at forlænge sin karriere, men selv så han det som en mulighed for at træne hårdere frem mod de kommende turneringer, og som en ny chance for at kvalificere sig. Efter fire måneder uden turneringer besluttede han sig dog for at annoncere sit karrierestop d. 4. juli via sin Weibo profil med øjeblikkelig virkning. Som årsag skrev han:
“Lin Dan: 2000 – 2020, efter 20 år må jeg sige farvel til landsholdet. Det er meget svært for mig at sige farvel. I 2000 var jeg begejstret og stolt over at være “Lin Dan fra det kinesiske landshold”. Min familie, coaches, holdkammerater og fans har fulgt mig både i min storhedstid og i mine vanskelige øjeblikke. Hvert smash var et ønske om sejr. Efter at have deltaget i fire Olympiske Lege, har jeg aldrig tænkt på at stoppe, og jeg vil heller ikke tænke på det. Jeg har dedikeret al min kærlighed til denne sport. “Hold ud” sagde jeg til mig selv i hvert øjeblik af lidelse, så jeg kunne forlænge min karriere. I stedet for blot at forfølge ranglisteplaceringer, har jeg ønsket at udfordre de fysiske grænser for en “gammel” atlet, og anvende sportsånden for aldrig at give op i at forbedre sig. I en alder af 37 år tillader min fysiske kondition og skader mig ikke længere at kæmpe side og side med mine holdkammerater. Jeg føler taknemmelighed, uvillighed og hjælpeløshed. I de kommende dage håber jeg på at tilbringe mere tid med min familie, og jeg vil også lede efter en ny “slagmark”. Min inderste taknemmelighed til mit land for at gøre mig til hvem jeg er, mine fans for at støtte mig, og de fremragende “modstandere” for at inspirere mig. Jeg vil også sige til alle jer, som kæmper for at forfølge jeres drømme, at I altid skal bevare håbet og gå efter det med lidenskab. Jeg håber at nationalsangen altid vil blive spillet til turneringer, og jeg ser frem til at se både nye og velkendte ansigter på podiet. Ingen er for altid ung, men der er altid nogen, som er unge, lidenskabelige og som bevæger sig fremad.
I den efterfølgende pressekonference med Yonex udtalte han at hans karrierestop skyldtes hans tidligere skader, og at han efter tyve år som professionel badmintonspiller, ikke havde den ideelle form til at konkurrere senere på sæsonen. Ifølge hans coach Li Zhifeng ønskede Lin Dan fortsat at kvalificere sig til OL efter sit tidlige nederlag ved All England Open i foråret, selvom chancen var meget lille. Selv udtalte han at pandemien og udskydelsen af OL forstærkede hans beslutning, mens den lukkede træning og lang tids isolation fra sin familie, fik ham til at tage den endelige beslutning. Yonex oprettede kort tid efter hjemmesiden www.thememoriesweshared.com med historien om hans karriere og med minder fra både spillere, trænere og fans.

## King Cup
I 2024 arrangerede Lin Dan det første King Cup, som blev afholdt d. 27.-29. december i Shenzhen, Kina. Turneringen som havde en præmiesum på over 1 million danske kroner blev vundet af danske Anders Antonsen, efter deltagelse fra bl.a. den regerende verdensmester Kunlavut Vitidsarn og den tidligere verdensmester Loh Kean Yew. Turneringen var ikke en del af BWF World Tour og bidrog derfor ikke med ranglistepoint, men havde i stedet fokus på at skabe optimale forhold for spillerne. Undervejs blev der også spillet opvisningskampe med spillerne fra turneringen, den tidligere olympiske og verdensmester Taufik Hidayat, Lee Yong Dae, Chen Yufei og Lin Dan selv.
Under All England 2025 bekræftede Lin Dan at gentagne King Cup, og håbede at endnu flere topspillere ville deltage i årets turnering.

## Lin-Lee rivaliseringen
Lin-Lee rivaliseringen var en rivalisering mellem de to professionelle badmintonspillere Lin Dan og Lee Chong Wei, og betragtes som den største rivalisering indenfor badminton nogensinde, selvom Lin Dan havde overtaget med en indbyrdes statistisk på 28-12 i sit favør.
Deres første og sidste møde fandt sted ved hhv. TUC Asia Preliminaries i 2004 og All England Open i 2018. De var dominerende i verdenstoppen i næsten to årtier, og mødtes undervejs i toogtyve finaler og femten semifinaler, herunder flere store finaler som OL-finalen i 2008 og 2012, samt VM-finalen i 2011 og 2013. Ved den prestigefyldte turnering All England Open deltog mindst en af dem i fjorten ud af femten finaler i perioden 2004 til 2018.
Rivaliseringen stoppede brat, da Lee Chong Wei annoncerede sit karrierestop d. 13. juni 2019 efter et års behandling for kræft i næsen. Et par måneder forinden overrakte han ellers præmiechecken til Lin Dan ved Malaysia Open, og forsikrede ham om han ville fortsætte karrieren. Efter sit karrierestop luftede Lee Chong Wei tanken om, at de sammen kunne promovere sporten, når Lin Dan også besluttede sig for at lægge ketsjeren på hylden.

## The Legends' Vision
“The Legends’ Vision supported by Yonex” blev etableret i 2015 sammen med Lin Dan, Peter Gade, Taufik Hidayat og Lee Chong Wei. I 2017 blev Lee Yong-dae også en del af visionen. Formålet med “The Legends’ Vision” er at inspirere den yngre generation, og øge populariteten af badminton verden over. Arrangementet består af en række opvisningskampe mod og med hinanden, udvalgte juniorspillere og nationale spillere fra det land som de besøger. Derudover er der diverse publikumsaktiviteter, og mulighed for at få autografer og billeder sammen med legenderne.

## Privatliv
Han blev født i Shanghang County, Longyan, Fujian, og blev i en ung alder opfordret til blive pianist af sine forældre, men valgte at spille badminton i stedet. Han påbegyndte sin træning som femårig, og blev som niårig sendt afsted på en badmintonskole i Fuzhou, som er hovedstad i Fujian-provinsen, hvor han er født. Han kæmpede med afsavnet til sin mor som ikke besøgte ham, men forsikrede hende om at han klarede sig godt, og at hun ikke skulle være bekymret for ham. Tre år senere, blev han som tolvårig udtaget af People’s Liberation Army Sports Team efter at have vundet de nationale juniormesterskaber. I 2001 blev han som attenårig optaget på det kinesiske landshold.
Den 17. oktober 2012 blev han den første aktive badmintonspiller til at modtage en universitetsgrad. Universitetsgraden i offentlig administration blev præsenteret ved Huaqiao University. Han udgav sin selvbiografi “Until the End of the World”, efter han forsvarede sit OL-guld i 2012.
Øverst på sin venstre arm har han tatoveret et kors, som repræsenterer hans bånd til sin kristne bedstemor, som besøgte ham to gange ugentligt på badmintonskolen. De fem stjerner på hans venstre underarm symboliserer hans historiske “Gold” Grand Slam, da han vandt OL og fire verdensomspændende titler på et år. Tatoveringen øverst på hans højre arm læser “Until the End of the World”, og er udover at være navnet på hans selvbiografi, også navnet på hans yndlingsfilm, animationsfilmen “Slam Dunk”. På sin venstre underarm er hans kones initialer tatoveret, mens hans egne initialer er tatoveret på hans nakke. Tatoveringerne har været kontroversielle grundet hans militære og religiøse status. Han er kendt som “Super Dan” på badmintonbanen, men er også overløjtnant i tjenesten hos Chinese People’s Liberation Army, som betragter tatoveringer som et tabu. I en online undersøgelse foretaget i 2012 svarede treoghalvfjerds procent, at han burde suspenderes fra hæren. Som respons herpå udtalte han at hans tatoveringer muligvis krænker nogle militære regler, men at han fortsat er loyal overfor hæren, som han dog forlod i 2015.
I 2014 åbnede han kaffebaren "Lin Dan’s Holly Coffee Shop" i samarbejde med Hollys Coffee, da hans kone elsker kaffe, og i 2015 lancerede han undertøjsserien “Intimate by Lin Dan”. Begge virksomheder måtte dog senere lukke, da han ikke havde tilstrækkeligt med tid til at drive dem sideløbende med sin aktive karriere. I 2019 etablerede han sammen med sin kone "SuperDan Edu" og "Lin Dan's Badminton Club" som er hhv. en badmintonskole og badmintonklub i Kina. Badmintonklubben har til formål at blive en klub på højt internationalt niveau, at fremme badmintontalenter, og ved hjælp af Lin Dan's indflydelse få flere internationale turneringer til Kina, samt arrangere "Lin Dan's Cup" på nationalt plan for at promovere sporten.
Umiddelbart efter sit karrierestop, blev dokumentaren “Lin Dan: The Final Fight" om hans liv og karriere sat i produktion. Dokumentaren havde premiere i 2021. Efter at have lagt badmintonketsjeren på hylden, har han deltaget i kinesiske realityprogrammer, reklamer, lært at spille golf og blevet ambassadør for China Sport School Federation mhp. at promovere badminton blandt den kinesiske ungdom. Han deltager fortsat aktivt i promoveringen af badminton og generel fitness. I 2023 åbnede han Lin Dan - Xie Xingfang International Badminton Exchange Center beliggende i Shenzhen, Kina. Centeret rummer både udstilling, kaffebar, butik og badmintonbaner.
Den 26. maj 2023 blev han sammen med sin rival Lee Chong Wei optaget i sportens Hall of Fame, og de har ifølge BWF-præsident Poul-Erik Høyer "været blandt de fremmeste ambassadører for badmintonsporten i store dele af de seneste to årtier."

## Familie
Han har været i et forhold til den tidligere verdensmester i badminton Xie Xingfang siden 2003. De blev forlovet d. 13. december 2010 i Guangzhou. Hun nægtede i begyndelsen af de var forlovet, men indrømmede det senere. Han reagerede først vredt på den offentlige eksponering af deres forhold, og krævede retten til privatliv. De blev gift d. 23. september 2012 og bryllupsceremonien blev afholdt ved Beijing University of Technology, hvor flere af hans største rivaler var inviteret bl.a. Lee Chong Wei og Peter Gade. De har sammen sønnen Xiaoyu som blev født d. 5. november 2016.
Blot få uger efter at være blevet far, indrømmede og undskyldte han for at have været utro med den kendte skuespillerinde Zhao Yaqi, mens hans kone var højgravid med deres fælles barn. På sin Weibo profil skrev han: "Jeg vil tage det som en mand, og ikke komme med undskyldninger for hvad jeg har gjort. Men min opførsel har allerede belastet min familie, og jeg vil gerne undskylde her – undskyld". Kort efter skrev hans kone på sin Weibo profil: "Vores familie vil støtte manden, der tager ansvar for sine handlinger, og er villig til at rette sine fejl.” Og tilføjede: “Jeg vil gerne takke venner og fans for deres bekymring. Vores familie vil klare denne storm sammen”.

## Sponsorat og formue
Han har siden sin karrieres begyndelse og indtil 2010, og igen fra 2015 været sponsoreret af Yonex. I 2010 blev Li-Ning hovedsponsor for det kinesiske landshold, hvilket medførte at han i en femårig periode benyttede sig af deres udstyr. I 2014 benyttede han sig af Yonex ketsjeren Voltric Z-Force II malet helt sort og uden logo på strengene, da han forsat var forpligtet til at benytte Li-Nings udstyr. Han fik siden sin egen kollektion: Yonex Lin Dan Exclusive, og sit eget logo.
Grundet en kontrakt mellem det kinesiske forbund og Li-Ning, stillede han op i en blanding af sin personlige sponsor Yonex, og landsholdets sponsor Li-Ning i en treårig periode fra 2015 til 2018. Hans ketcher og sko var fra Yonex, mens hans tøj var fra Li-Ning. Ved All England Open i 2018 stillede han for første gang op i komplet Yonex kollektion, efter at have opnået en aftale med det kinesiske badmintonforbund og dets sponsor Li-Ning. Han udtrykte sin glæde over denne aftale, som han mente var begyndelsen på en revolution indenfor kinesisk sport.
Igennem sin lange karriere har han bl.a. været sponsoreret af Oakley, Montblanc, Pepsi, Gillette, Red Bull, Citroën, L’Oreál, KFC, Coca-Cola og Intel. Den 10-årige kontrakt som han indgik med Yonex i 2015 skulle efter sigende have indbragt ham over 100 millioner kroner. Forbes listede ham i 2008 som den attende højst betalte kineser, og i 2015 som den næsthøjest betalte kinesiske atlet. Hans nettoformue blev ved hans karrierestop vurderet til 250 millioner kroner. Han har en forkærlighed for luksuriøse biler og ejer både en Ferrari 458, BMW Z4 og Porsche 911.

## Sociale medier
Han er aktiv på det asiatiske sociale medie Weibo, hvor han personligt poster og opdaterer om seneste nyt, samt kommunikerer med sine fans og venner. Han bruger sine kinesiske initialer '林丹‘ som navn på sin konto, og havde 4,5 millioner følgere ved sit karrierestop i 2020. Kort efter sit karrierestop oprettede han en Instagram-profil under navnet "thereallindan".

## Priser og anerkendelser
- Eddie Choong Player of the Year i 2006 og 2007.[382]
- BWF bedste mandlige spiller i 2008.[382]
- Mest værdifulde spiller under Asian Games i 2010.[383]
- Bedste mandlige atlet i 2010 og 2013 af CCTV Sports Personality of the Year.[384][385]
- 88. mest indflydelsesrige atlet ifølge ESPN i 2017.[386]
- 75. bedste atlet i dette årstusinde ifølge Marca i 2019.[387]
- Sports Lifetime Achievement Award i 2021.[388]

## Resultater

### Individuelle titler
| Nr. | År   | Turnering                  | Modstander i finalen  | Resultat             |
| --- | ---- | -------------------------- | --------------------- | -------------------- |
| 1.  | 2002 | Korea Open                 | Shon Seung-mo         | 1–7, 7–3, 7–3, 7–5   |
| 2.  | 2003 | Denmark Open               | Chen Yu               | 15–4, 15–6           |
| 3.  | 2003 | Hong Kong Open             | Boonsak Ponsana       | 15–4, 9–15, 15–8     |
| 4.  | 2003 | China Open                 | Wong Choong Hann      | 17–16, 15–12         |
| 5.  | 2004 | Swiss Open                 | Bao Chunlai           | 15–12, 15–6          |
| 6.  | 2004 | All England                | Peter Gade            | 9–15, 15–5, 15–8     |
| 7.  | 2004 | Denmark Open (2)           | Xia Xuanze            | 15–12, 15–11         |
| 8.  | 2004 | German Open                | Xia Xuanze            | 17–16, 15–9          |
| 9.  | 2004 | China Open (2)             | Bao Chunlai           | 15–11, 15–10         |
| 10. | 2005 | German Open (2)            | Muhammad Hafiz Hashim | 15–8, 15–8           |
| 11. | 2005 | Japan Open                 | Chen Hong             | 15–4, 2–0r           |
| 12. | 2005 | China Masters              | Bao Chunlai           | 15–6, 15–13          |
| 13. | 2005 | Hong Kong Open (2)         | Bao Chunlai           | 15–10, 15–4          |
| 14. | 2005 | World Cup                  | Boonsak Ponsana       | 21–13, 21–11         |
| 15. | 2006 | All England (2)            | Lee Hyun-il           | 15–7, 15–7           |
| 16. | 2006 | Chinese Taipei Open        | Lee Chong Wei         | 21–18, 12–21, 21–11  |
| 17. | 2006 | Macau Open                 | Lee Chong Wei         | 21–18, 18–21, 21–18  |
| 18. | 2006 | Hong Kong Open (3)         | Lee Chong Wei         | 21–19, 8–21, 21–16   |
| 19. | 2006 | VM                         | Bao Chunlai           | 18–21, 21–17, 21–12  |
| 20. | 2006 | Japan Open (2)             | Taufik Hidayat        | 16–21, 21–16, 21–3   |
| 21. | 2006 | World Cup (2)              | Chen Yu               | 21–19, 19–21, 21–17  |
| 22. | 2007 | Korea Open (2)             | Chen Jin              | 21–14, 21–19         |
| 23. | 2007 | German Open (3)            | Chen Yu               | Walkover             |
| 24. | 2007 | All England (3)            | Chen Yu               | 21–13, 21–12         |
| 25. | 2007 | China Masters (2)          | Wong Choong Hann      | 21–19, 21–9          |
| 26. | 2007 | VM (2)                     | Sony Dwi Kuncoro      | 21–11, 22–20         |
| 27. | 2007 | Denmark Open (3)           | Bao Chunlai           | 21–15, 21–12         |
| 28. | 2007 | Hong Kong Open (4)         | Lee Chong Wei         | 9–21, 21–15, 21–15   |
| 29. | 2008 | Swiss Open (2)             | Lee Chong Wei         | 21–13, 21–18         |
| 30. | 2008 | Thailand Open              | Boonsak Ponsana       | 17–21, 21–15, 21–13  |
| 31. | 2008 | Olympiske lege             | Lee Chong Wei         | 21–12, 21–8          |
| 32. | 2008 | China Open (3)             | Lee Chong Wei         | 21–18, 21–9          |
| 33. | 2009 | All England (4)            | Lee Chong Wei         | 21–19, 21–12         |
| 34. | 2009 | VM (3)                     | Chen Jin              | 21–18, 21–16         |
| 35. | 2009 | China Masters (3)          | Boonsak Ponsana       | 21–17, 21–17         |
| 36. | 2009 | French Open                | Taufik Hidayat        | 21–6, 21–15          |
| 37. | 2009 | China Open (4)             | Jan Ø. Jørgensen      | 21–12, 21–12         |
| 38. | 2010 | Asiatiske mesterskaber     | Wang Zhengming        | 21–17, 21–15         |
| 39. | 2010 | China Masters (4)          | Chen Long             | 21–15, 13–21, 21–14  |
| 40. | 2010 | Asiatiske Lege             | Lee Chong Wei         | 21–13, 15–21, 21–10  |
| 41. | 2011 | Korea Open (3)             | Lee Chong Wei         | 21–19, 14–21, 21–16  |
| 42. | 2011 | German Open (4)            | Chen Jin              | 21–19, 21–11         |
| 43. | 2011 | Asiatiske mesterskaber (2) | Bao Chunlai           | 21–19, 21–13         |
| 44. | 2011 | VM (4)                     | Lee Chong Wei         | 20–22, 21–14, 23–21  |
| 45. | 2011 | Hong Kong Open (5)         | Chen Jin              | 21–12, 21–19         |
| 46. | 2011 | China Open (5)             | Chen Long             | 21–17, 26–24         |
| 47. | 2011 | Super Series finalerne     | Chen Long             | 21–12, 21–16         |
| 48. | 2012 | German Open (5)            | Simon Santoso         | 21–11, 21–11         |
| 49. | 2012 | All England (5)            | Lee Chong Wei         | 21–19, 6–2r          |
| 50. | 2012 | Olympiske lege (2)         | Lee Chong Wei         | 15–21, 21–10, 21–19  |
| 51. | 2013 | VM (5)                     | Lee Chong Wei         | 16–21, 21–13, 20–17r |
| 52. | 2014 | China Masters (5)          | Tian Houwei           | 21–14, 21–9          |
| 53. | 2014 | Asiatiske mesterskaber (3) | Sho Sasaki            | 14–21, 21–9, 21–15   |
| 54. | 2014 | Australian Open            | Simon Santoso         | 22–24, 21–16, 21–7   |
| 55. | 2014 | Chinese Taipei Open (2)    | Wang Zhengming        | 21–19, 21–14         |
| 56. | 2014 | Asiatiske Lege (2)         | Chen Long             | 12–21, 21–16, 21–16  |
| 57. | 2015 | Asiatiske mesterskaber (4) | Tian Houwei           | 21–19, 21–8          |
| 58. | 2015 | Japan Open (3)             | Viktor Axelsen        | 21–19, 16–21, 21–19  |
| 59. | 2015 | Brasil Open                | Pablo Abián           | 21–13, 21–17         |
| 60. | 2016 | German Open (6)            | Chou Tien-Chen        | 15–21, 21–17, 21–17  |
| 61. | 2016 | All England (6)            | Tian Houwei           | 21–9, 21–10          |
| 62. | 2016 | China Masters (6)          | Chen Long             | 21–17, 23–21         |
| 63. | 2017 | Swiss Open (3)             | Shi Yuqi              | 21–12, 21–11         |
| 64. | 2017 | Malaysia Open              | Lee Chong Wei         | 21–19, 21–14         |
| 65. | 2018 | New Zealand Open           | Jonathan Christie     | 21-14, 21-19         |
| 66. | 2019 | Malaysia Open (2)          | Chen Long             | 9-21, 21-17, 21-11   |

#### 2. pladser
| Nr. | År   | Turnering                  | Modstander i finalen | Resultat            |
| --- | ---- | -------------------------- | -------------------- | ------------------- |
| 1.  | 2001 | Asiatiske mesterskaber     | Xia Xuanze           | 10–15, 9–15         |
| 2.  | 2001 | Denmark Open               | Bao Chunlai          | 5–7, 1–7, 0–7       |
| 3.  | 2003 | Japan Open                 | Xia Xuanze           | 12–15, 10–15        |
| 4.  | 2003 | German Open                | Lee Hyun-il          | 4–15, 4–15          |
| 5.  | 2005 | All England                | Chen Hong            | 15–8, 5–15, 2–15    |
| 6.  | 2005 | Malaysia Open              | Lee Chong Wei        | 15–17, 15–9, 9–15   |
| 7.  | 2005 | VM                         | Taufik Hidayat       | 3–15, 7–15          |
| 8.  | 2006 | Malaysia Open (2)          | Lee Chong Wei        | 18–21, 21–18, 21–23 |
| 9.  | 2006 | Asiatiske Lege             | Taufik Hidayat       | 15–21, 20–22        |
| 10. | 2008 | Korea Open                 | Lee Hyun-il          | 21–4, 21–23, 23–25  |
| 11. | 2008 | All England (2)            | Chen Jin             | 20–22, 23–25        |
| 12. | 2008 | Hong Kong Open             | Chen Jin             | 9–21, 21–9, 17–21   |
| 13. | 2009 | Swiss Open                 | Lee Chong Wei        | 16–21, 16–21        |
| 14. | 2009 | Øst asiatiske mesterskaber | Choi Ho-jin          | 20–22, 17–21        |
| 15. | 2010 | Japan Open (2)             | Lee Chong Wei        | 20–22, 21–16, 17–21 |
| 16. | 2011 | All England (3)            | Lee Chong Wei        | 17–21, 17–21        |
| 17. | 2011 | Singapore Open             | Chen Jin             | Walkover            |
| 18. | 2012 | Korea Open (2)             | Lee Chong Wei        | 21–12, 18–21, 14–21 |
| 19. | 2014 | China Open                 | Kidambi Srikanth     | 19–21, 17–21        |
| 20. | 2015 | Malaysia Open (3)          | Chen Long            | 22–20, 13–21, 11–21 |
| 21. | 2017 | Asiatiske mesterskaber (2) | Chen Long            | 23–21, 11–21, 10–21 |
| 22. | 2017 | VM (2)                     | Viktor Axelsen       | 20–22, 16–21        |
| 23. | 2018 | All England (4)            | Shi Yuqi             | 19-21, 21-16, 9-21  |
| 24. | 2019 | Thailand Masters           | Loh Kean Yew         | 19-21, 18-21        |
| 25. | 2019 | Korea Masters              | Kanta Tsuneyama      | 22-24, 12-21        |

### Hold titler
| Nr. | År   | Turnering                  | Modstander i finalen | Resultat |
| --- | ---- | -------------------------- | -------------------- | -------- |
| 1.  | 2004 | Thomas Cup                 | Danmark              | 3-1      |
| 2.  | 2005 | Sudirman Cup               | Indonesien           | 3-0      |
| 3.  | 2006 | Thomas Cup (2)             | Danmark              | 3-0      |
| 4.  | 2006 | Asiatiske Lege             | Sydkorea             | 3-2      |
| 5.  | 2007 | Sudirman Cup (2)           | Indonesien           | 3-0      |
| 6.  | 2008 | Thomas Cup (3)             | Sydkorea             | 3-1      |
| 7.  | 2009 | Sudirman Cup (3)           | Sydkorea             | 3-0      |
| 8.  | 2010 | Thomas Cup (4)             | Indonesien           | 3-0      |
| 9.  | 2010 | Asiatiske Lege (2)         | Sydkorea             | 3-1      |
| 10. | 2011 | Sudirman Cup (4)           | Sydkorea             | 3-0      |
| 11. | 2012 | Thomas Cup (5)             | Sydkorea             | 3-0      |
| 12. | 2013 | Øst asiatiske mesterskaber | Sydkorea             |          |
| 13. | 2015 | Sudirman Cup (5)           | Japan                | 3-0      |
| 14. | 2018 | Thomas Cup (6)             | Japan                | 3-1      |
| 15. | 2018 | Asiatiske Lege (3)         | Indonesien           | 3-1      |

#### 2. pladser
| Nr. | År   | Turnering      | Modstander i finalen | Resultat |
| --- | ---- | -------------- | -------------------- | -------- |
| 1.  | 2014 | Asiatiske Lege | Sydkorea             | 2-3      |
| 2.  | 2017 | Sudirman Cup   | Sydkorea             | 2-3      |

## Verdenstitler
| Antal gange | Turnering      | Førsteplads                          | Andenplads   |
| ----------- | -------------- | ------------------------------------ | ------------ |
| 2           | Olympiske lege | 2008 og 2012                         | -            |
| 5           | VM             | 2006, 2007, 2009, 2011 og 2013       | 2005 og 2017 |
| 2           | World Cup      | 2005 og 2006                         | -            |
| 6           | Thomas Cup     | 2004, 2006, 2008, 2010, 2012 og 2018 | -            |
| 5           | Sudirman Cup   | 2005, 2007, 2009, 2011 og 2015       | 2017         |

## Super Grand Slam
| Antal gange | Turnering              | Førsteplads                          | Andenplads               |
| ----------- | ---------------------- | ------------------------------------ | ------------------------ |
| 2           | Olympiske lege         | 2008 og 2012                         | -                        |
| 5           | VM                     | 2006, 2007, 2009, 2011 og 2013       | 2005 og 2017             |
| 2           | World Cup              | 2005 og 2006                         | -                        |
| 6           | Thomas Cup             | 2004, 2006, 2008, 2010, 2012 og 2018 | -                        |
| 5           | Sudirman Cup           | 2005, 2007, 2009, 2011 og 2015       | 2017                     |
| 1           | Super Series finalerne | 2011                                 | -                        |
| 6           | All England            | 2004, 2006, 2007, 2009, 2012 og 2016 | 2005, 2008, 2011 og 2018 |
| 2           | Asiatiske Lege         | 2010 og 2014                         | 2006                     |
| 4           | Asiatiske mesterskaber | 2010, 2011, 2014 og 2015             | 2001 og 2017             |